# Algeriet ved sommer-OL 2024
Algeriet deltog i sommer-OL 2024 i Paris, Frankrig i perioden 26. juli til 11. august 2024.
Siden nationens officielle debut i 1964 har algeriske atleter konkurreret i alle udgaver af de olympiske sommerlege undtagen i Montreal i 1976, som en del af den congolesisk-ledede boykot.

## Medaljer
| 2024 Paris | Guld | Sølv | Bronze | Total |
| Algeriet   | 2    | 0    | 1      | 3     |

### Medaljevinderne
| Algeriet under sommer-OL 2024 i Paris | Algeriet under sommer-OL 2024 i Paris | Algeriet under sommer-OL 2024 i Paris | Algeriet under sommer-OL 2024 i Paris | Algeriet under sommer-OL 2024 i Paris |
| Medalje                               | Navn                                  | Sport                                 | Event                                 | Dato                                  |
| ------------------------------------- | ------------------------------------- | ------------------------------------- | ------------------------------------- | ------------------------------------- |
| Guld                                  | Kaylia Nemour                         | Gymnastik                             | Forskudt barre                        | 4. august                             |
| Guld                                  | Imane Khelif                          | Boksning                              | Damernes 66 kg                        | 9. august                             |
| Bronze                                | Djamel Sedjati                        | Atletik                               | Herrernes 800 m                       | 10. august                            |